# Rio de Moinhos
Rio de Moinhos és una freguesia portuguesa del municipi d'Abrantes, amb 20,03 km² d'àrea i 1.202 habitants (2011).
La freguesia del Rio de Moinhos se situa a la part occidental del municipi, al nord del riu Tajo. Té com a veïns als municipis de Constância a l'oest i les freguesias d'Aldeia do Mato, São Vicente i Tramagal al nord, l'est i sud, respectivament. Està situada a la riba del costat dret del riu Tajo al llarg del límit amb Tramagal.